# Sergio Rubio
Sergio Rubio Ríos (* 27. November 1958 in Teotihuacán, Estado de México) ist ein ehemaliger mexikanischer Fußballspieler auf der Position eines Verteidigers.

## Laufbahn
Sergio Rubio begann seine Profikarriere in der Saison 1977/78 beim CD Cruz Azul, für den er in den elf Jahren seiner Vereinszugehörigkeit insgesamt 307 Spiele in der mexikanischen Primera División absolvierte und zwei Tore erzielte. In den Spielzeiten 1978/79 und 1979/80 gewann Rubio mit den Cementeros zweimal den Meistertitel.
Zur Saison 1988/89 wechselte er zum CD Guadalajara, wo er seine aktive Laufbahn in der darauffolgenden Spielzeit 1989/90 beendete. In seinen zwei Jahren bei Chivas bestritt Rubio weitere 60 Punktspieleinsätze und erzielte ebenfalls zwei Tore.

## Erfolge
- Mexikanischer Meister: 1978/79 und 1979/80